# Dr.-Karl-Renner-Brücke

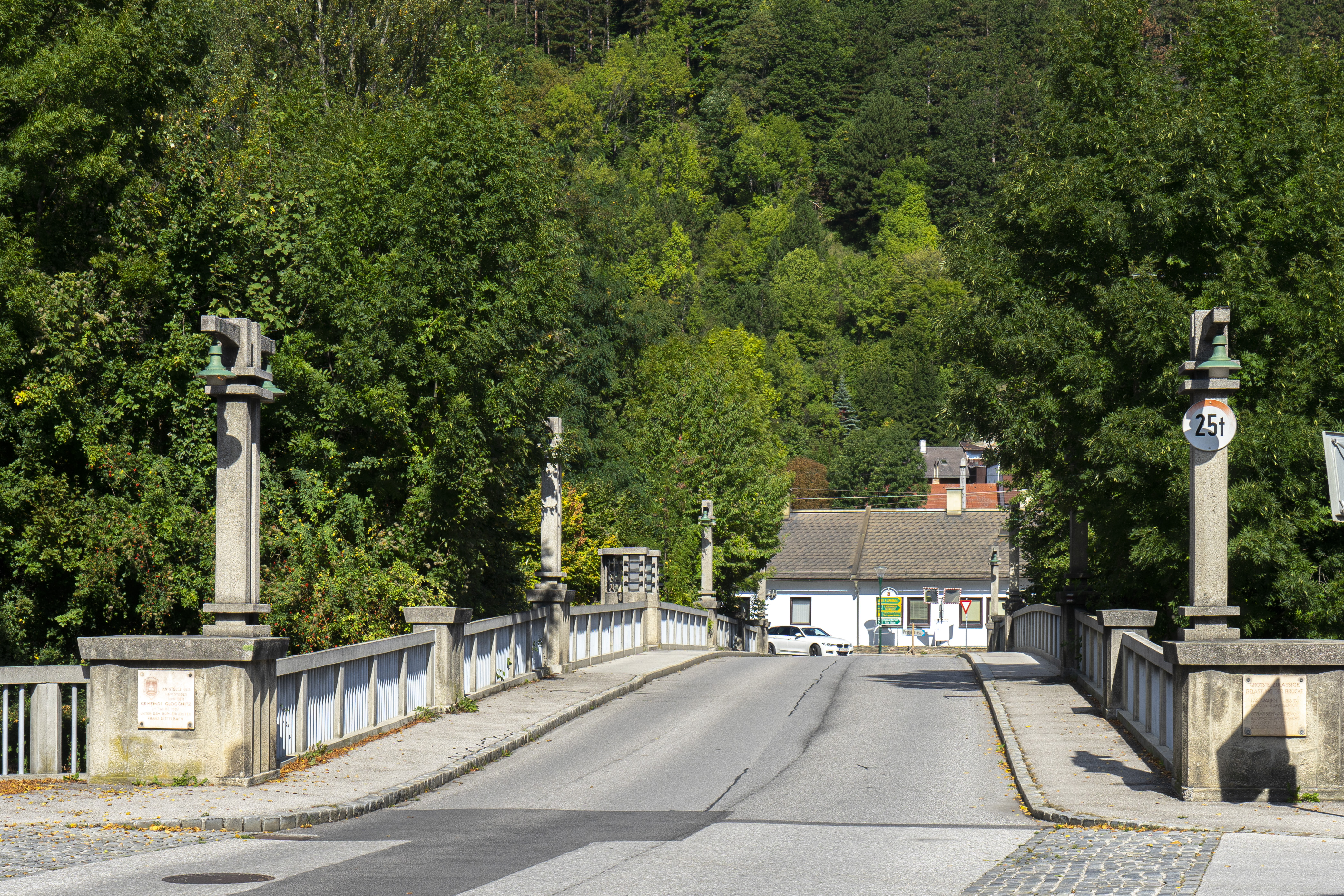
Dr.-Karl-Renner-Brücke in Gloggnitz

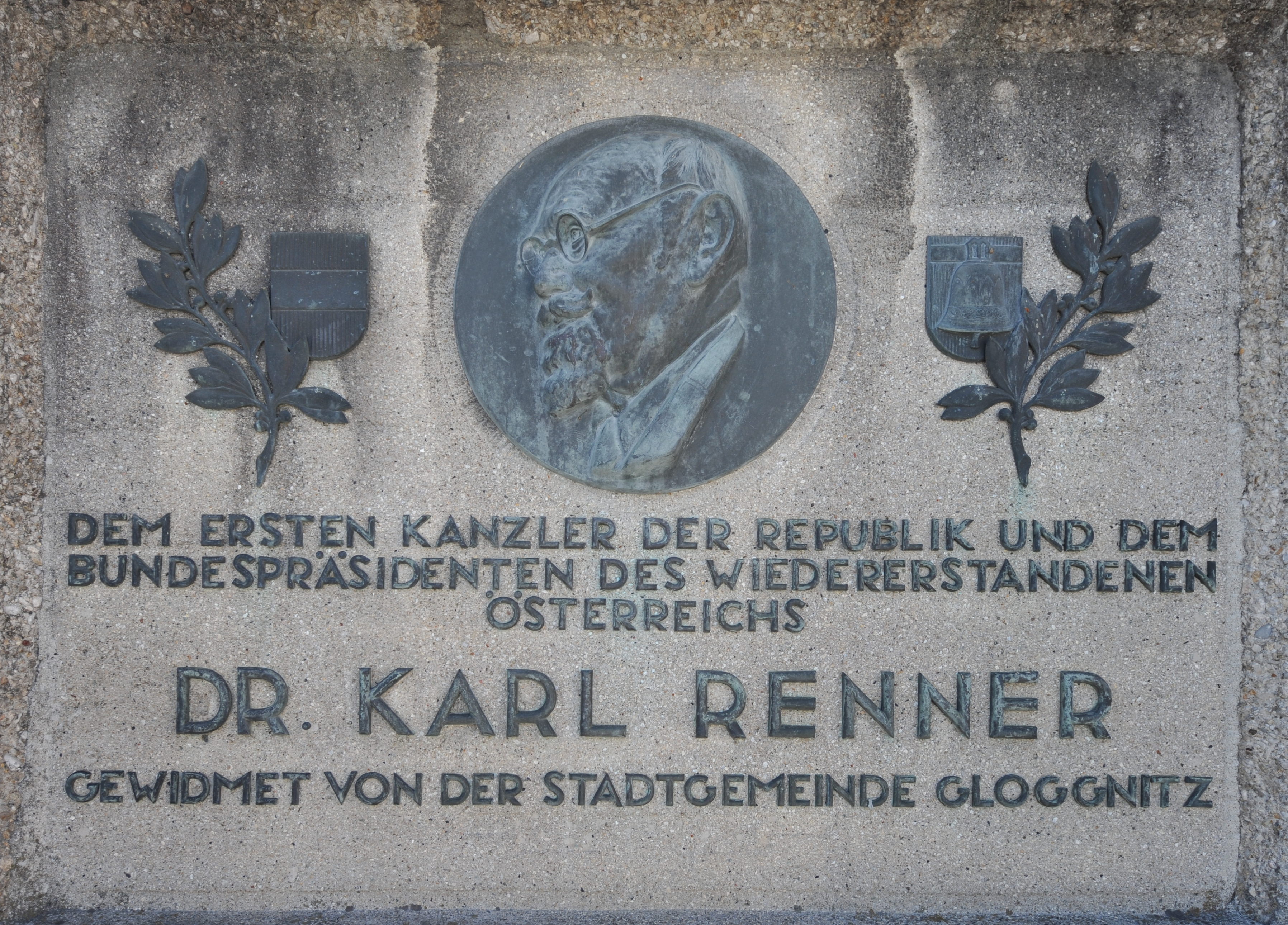
Tafel

Die Dr.-Karl-Renner-Brücke überbrückt den Fluss Schwarza in der Stadtgemeinde Gloggnitz im Bezirk Neunkirchen in Niederösterreich. Das Brückenbauwerk steht unter Denkmalschutz.

## Geschichte
Als Verbindung zwischen dem Bahnhof und dem Bezirksarmenhaus wurde 1904 ein Steg errichtet, welcher Karlsteg genannt wurde. Der Steg wurde 1927 durch eine Betonbrücke des Architekten Anton Potyka ersetzt, welche vom Staat (Bund) errichtet wurde und anfangs als Kanzlerbrücke bezeichnet wurde. Nach dem  Anschluss Österreichs an Hitler-Deutschland wurde die Brücke nach dem SS-Mann Erich Schredt (1908–1934) benannt, der beim Juliputsch ums Leben kam. Nach der Befreiung Österreichs wurde die Brücke 1945 nach Karl Renner benannt, der in der NS-Zeit in der Renner-Villa Gloggnitz unter Hausarrest stand. Die Brücke wurde 1995 saniert.

## Architektur
Die Stahlbetonbrücke mit gebürsteter Oberfläche hat bemerkenswerte Beleuchtungsmaste aus Beton und Eisenbändern.